# Mohamed Dhaoui
Mohamed Dhaoui (in arabo محمد الضاوي‎?; Tunisi, 14 maggio 2003) è un calciatore tunisino, attaccante dello Sfaxien, in prestito dall'Al-Ahly.

## Carriera

### Club
Il 2 gennaio 2023 viene acquistato dall'Al-Ahly in cambio di 1.3 milioni di dollari e il 20% di una futura rivendita, firmando un accordo valido fino al 2027. È il terzo tunisino – dopo Anis Boujelbene e Ali Maâloul – ad indossare la maglia del club egiziano.

### Nazionale
L'8 maggio 2023 è stato incluso dal selezionatore Montasser Louhichi nella lista dei convocati della nazionale Under-20 partecipante al Mondiale di categoria in Argentina.

## Statistiche

### Presenze e reti nei club
Statistiche aggiornate al 29 settembre 2023.
| Stagione               | Squadra                | Campionato             | Campionato | Campionato | Coppe nazionali | Coppe nazionali | Coppe nazionali | Coppe continentali | Coppe continentali | Coppe continentali | Altre coppe | Altre coppe | Altre coppe | Totale | Totale |
| Stagione               | Squadra                | Comp                   | Pres       | Reti       | Comp            | Pres            | Reti            | Comp               | Pres               | Reti               | Comp        | Pres        | Reti        | Pres   | Reti   |
| ---------------------- | ---------------------- | ---------------------- | ---------- | ---------- | --------------- | --------------- | --------------- | ------------------ | ------------------ | ------------------ | ----------- | ----------- | ----------- | ------ | ------ |
| 2021-2022              | Étoile du Sahel        | L1                     | 8+10       | 0+2        | CT              | 1               | 0               | CCL                | 6                  | 1                  | -           | -           | -           | 25     | 3      |
| 2022-gen. 2023         | Étoile du Sahel        | L1                     | 6          | 4          | CT              | 0               | 0               | -                  | -                  | -                  | -           | -           | -           | 6      | 4      |
| Totale Étoile du Sahel | Totale Étoile du Sahel | Totale Étoile du Sahel | 24         | 6          |                 | 1               | 0               |                    | 6                  | 1                  |             | -           | -           | 31     | 7      |
| gen.-giu. 2023         | Al-Ahly                | PL                     | 9          | 0          | CE              | 2               | 0               | CCL                | 0                  | 0                  | SE+Cmc      | 0           | 0           | 11     | 0      |
| 2023-2024              | Al-Ahly                | PL                     | 0          | 0          | CE              | 0               | 0               | AFL+CCL            | 0+2                | 0                  | SE+SA+Cmc   | 0           | 0           | 2      | 0      |
| Totale Al-Ahly         | Totale Al-Ahly         | Totale Al-Ahly         | 9          | 0          |                 | 2               | 0               |                    | 2                  | 0                  |             | 0           | 0           | 13     | 0      |
| Totale carriera        | Totale carriera        | Totale carriera        | 33         | 6          |                 | 3               | 0               |                    | 8                  | 1                  |             | 0           | 0           | 44     | 7      |

### Cronologia presenze e reti in nazionale
| Cronologia completa delle presenze e delle reti in nazionale ― Tunisia | Cronologia completa delle presenze e delle reti in nazionale ― Tunisia | Cronologia completa delle presenze e delle reti in nazionale ― Tunisia | Cronologia completa delle presenze e delle reti in nazionale ― Tunisia | Cronologia completa delle presenze e delle reti in nazionale ― Tunisia | Cronologia completa delle presenze e delle reti in nazionale ― Tunisia | Cronologia completa delle presenze e delle reti in nazionale ― Tunisia | Cronologia completa delle presenze e delle reti in nazionale ― Tunisia |
| Data                                                                   | Città                                                                  | In casa                                                                | Risultato                                                              | Ospiti                                                                 | Competizione                                                           | Reti                                                                   | Note                                                                   |
| ---------------------------------------------------------------------- | ---------------------------------------------------------------------- | ---------------------------------------------------------------------- | ---------------------------------------------------------------------- | ---------------------------------------------------------------------- | ---------------------------------------------------------------------- | ---------------------------------------------------------------------- | ---------------------------------------------------------------------- |
| 17-6-2023                                                              | Malabo                                                                 | Guinea Equatoriale                                                     | 1 – 0                                                                  | Tunisia                                                                | Qual. Coppa d'Africa 2023                                              | -                                                                      | 61’                                                                    |
| 20-6-2023                                                              | Annaba                                                                 | Algeria                                                                | 1 – 1                                                                  | Tunisia                                                                | Amichevole                                                             | -                                                                      | 90+3’                                                                  |
| Totale                                                                 |                                                                        | Presenze                                                               | 2                                                                      |                                                                        | Reti                                                                   | 0                                                                      |                                                                        |

## Palmarès

### Club

#### Competizioni nazionali
- Coppa d'Egitto: 2

Al-Ahly: 2021-2022, 2022-2023
- Supercoppa d'Egitto: 2

Al-Ahly: 2022, 2023
- Campionato egiziano: 2

Al-Ahly: 2022-2023, 2023-2024

#### Competizioni internazionali
- CAF Champions League: 2

Al-Ahly: 2022-2023, 2023-2024